# Mai és tard
Mai és tard (originalment en anglès, Danny Collins) és una pel·lícula de comèdia dramàtica estatunidenca del 2015 escrita i dirigida per Dan Fogelman en el seu debut com a director. Inspirada en la història real del cantant de folk Steve Tilston, la pel·lícula és protagonitzada per Al Pacino, Annette Bening, Jennifer Garner, Bobby Cannavale i Christopher Plummer. La cinta es va estrenar als cinemes el 20 de març de 2015. El 2016 es va estrenar el doblatge en català. Per la seva actuació, Pacino va ser nominat al Globus d'Or al millor actor musical o còmic el 2016.

## Argument
Danny Collins, una estrella del rock dels 70 que manté una relació amb una jove esbojarrada i coqueta amb qui pretén casar-se, fa 30 anys que no compon res, i es veu obligat a no parar de cantar les antigues cançons que l'han fet famós, unes cançons que ell odia i rebutja. El dia del seu aniversari, el seu mànager li fa un regal molt especial: una carta que John Lennon li va enviar quan començava a compondre, abans que gravés el seu primer disc i es fes famós. Aquesta carta, que ha estat perduda durant 40 anys, el fa reflexionar, i llavors decideix fer un tomb radical a la seva vida.

## Repartiment
- Al Pacino com a Danny Collins
- Annette Bening com Mary Sinclair
- Jennifer Garner com a Samantha Leigh Donnelly
- Bobby Cannavale com a Tom Donnelly
- Christopher Plummer com a Frank Grubman
- Nick Offerman com a Guy DeLoach
- César Evora com a Gabriel
- Josh Peck com Nicky Ernst
- Scott Lawrence com el Dr. Kurtz
- Fernando Colunga com a Fernando
- Michelle Vieth com a Selena
- Katarina Čas com a Sophie
- Brian Thomas Smith com a Judd
- Melissa Benoist com a Jamie
- Giselle Eisenberg com a Hope Donnelly
- Eric Michael Roy com al jove Danny Collins